# ハインリヒ・エルンスト・クニープカンプ
ハインリヒ・エルンスト・クニープカンプ（Heinrich Ernst Kniepkamp,1895年3月5日-1977年7月30日 ）は、ドイツの機械工学技術者で軍人。
陸軍兵器局(Heereswaffenamt, HWA)のテクノクラートで、陸軍将校だった。
第一次世界大戦後の戦間期から第二次世界大戦の終戦までの20年近くにわたり、ドイツ国防軍の戦車開発に決定的な役割を果たした。

## 生涯
1895年にエルバーフェルトに生まれ、第一次世界大戦の後、カールスルーエ工科大学で工学の学位を取得した。その後、1923年から1926年までMANのトランスミッション設計部門で働いた。
1926年、ヴァイマル共和国軍の陸軍兵器局 開発・試験部 第6課に移り、装甲戦闘車両の仕様、開発、設計レビューを担当した。その後、彼はそこで主任開発者になり、装甲戦闘車両の開発に決定的な影響力を保持した。
クニープカンプの専門は、シャーシと足回り、パワートレイン(トランスミッションとガソリンエンジン）の開発だった。革新的なディテールを好んだが、これはドイツ特有の過剰に凝った仕様に繋がり、生産性や整備性などを損なうことが多かった。
1932年以降、クニープカンプは戦車の開発のために満たすべき要件を定義し、1936年には新しい戦車の設計開発責任者に任命された。前線の作戦における装甲戦闘車両の様々なモデルに対する仕様の適切性について設定せねばならず、軍需省や軍需産業からの利害が絡んだ締め付けと、アドルフ・ヒトラーからの「しばしば変化する不適当な意志表明と介入」に対処しなければならなかった。
1938年以降、クニープカンプの上司はヘルベルト・オルブリッヒ（Herbert Olbrich）中佐 (工学博士) だったが、オルブリッヒが東部戦線で戦死した後、1942年にフリードリヒ・ホルツホイザー（Friedrich Holzhäuser）大佐が後任となった。
クニープカンプは、政府の建設担当官で、遅くとも1941年までには、対応する軍の階級は少佐だった。
第二次世界大戦の終戦時に捕虜となったが、短期間で釈放された後にハイルブロンに移り、Spruchkammer審議で嫌疑なしとなった。
1946年、ハイルブロンのシュヴァインスベルク通り15のアパートに、乗用車、装軌車両、自走式機械、トラクター用のトランスミッションの開発を専門とするエンジニアリング事務所を開設した。
1960年代には、レオパルト1の開発コンサルタントとなった。
1973年に引退し、1977年にハイルブロンで亡くなった。

## 私生活
クニープカンプはプロテスタントだった。
1936年10月23日にハイルブロンで、オイゲン・テオボルドとヴィルヘルミーネ(旧姓レスラー)の娘、ゲルトルート・マリー・ルイーゼ・テオボルド(1909年10月26日、ハイルブロン生まれ)との婚姻届けを提出した。彼は以前に離婚しており、この婚姻は再婚だった。
教会の結婚式は、1936年10月24日、にハイルブロンのカイザーヴィルヘルムプラッツにあるプロテスタント系のフリーデン教会で行われた。

## 業績
以下の開発プロジェクトに関与した。

### 陸軍兵器局
- VK.31
- Sd.Kfz.6、Sd.Kfz.7、Sd.Kfz.8、Sd.Kfz.9、Sd.Kfz.10、Sd.Kfz.11（足回り仕様設定）[注釈 3]
- I号戦車A型、C型（VK.6.01）、F型（VK.18.01）
- VK 20 及びVK 24 実験戦闘車両（20トン級戦車の設計）[注釈 4]
- VK 30 実験戦闘車両（30トンから 35トン級戦車の設計）[注釈 5]
- VK 45 実験戦闘車両（45トン級戦車の設計）[注釈 6]
- VK 100 VIII号戦車 Maus
- Eシリーズ E-10、E-25、E-50、E-75、E-100

- 1935年、マイバッハの600馬力の12気筒エンジンの開発を提案し、1942年以降、パンター、ティーガーI、ティーガーII、ヤークトパンター、ヤークトティーガー用として使用された。
- 1939年6月29日、特許第717514号でHK101の発明者として届けられた。ドイツ国防軍にSd.Kfz.2として採用され、1940年から1945年にかけてNSUによって製造された。特許の付与は1942年2月16日[6]。

### 第二次世界大戦後
- スイスのPz-61のサスペンション設計。
- 1956年、クラウス・マッファイの8トントラクターと12トントラクターの設計をKM 12/Kモデルに改良し、ハーフトラック車両として設計[7]。
- レオパルト1の先行開発設計として、作業部会B(ルールシュタールAG、ラインシュタール・ハノマーグ、ラインシュタール・ヘンシェルのコンソーシアム)のハイドロニューマチックサスペンションを備えた試作戦車B1の設計コンサルタント[8]。[注釈 7]